# Эпигоны (эпос)
«Эпиго́ны» (греч. Ἐπίγονοι, Epigonoi) — одна из древнегреческих киклических поэм фиванского цикла, написанная предположительно в VII веке до н. э. и приписываемая в разных источниках Гомеру и Антимаху с Теоса. Сохранилась только в виде нескольких небольших фрагментов.
«Эпигоны» рассказывают об одном эпизоде беотийских мифов — походе на Фивы семи пелопоннесских вождей-эпигонов во главе с Алкмеоном, закончившемся взятием города. Этот эпос стал продолжением ещё одной киклической поэмы, «Фиваида», в которой семеро вождей из предыдущего поколения терпят поражение от фиванцев и погибают в схватке.
Поэму упоминает в своей «Истории» Геродот, когда говорит о гипербореях. «Упоминает о них и Гомер в „Эпигонах“», — пишет этот автор, тут же уточняя: «если только эта поэма действительно принадлежит Гомеру».

## Издание на русском языке
Сохранившиеся фрагменты поэмы в переводе О. Цыбенко опубликованы в книге: Эллинские поэты. VIII—III века до н. э. М.: Ладомир, 1999. С. 110.